# Campeonato Europeo de Triatlón de 2023
El XXXIX Campeonato Europeo de Triatlón se celebró en Madrid (España) entre el 2 y el 4 de junio de 2023 bajo la organización de la Unión Europea de Triatlón (ITU) y la Federación Española de Triatlón.
En este campeonato solo se disputaron las pruebas masculina y femenina. Debido a las fuertes lluvias que cayeron en la capital española la noche anterior, el campeonato se disputó en formato de duatlón (la etapa de natación fue cancelada). Las competiciones se desarrollaron en la Casa de Campo y en un circuito urbano en la ciudad de Madrid, con meta en el Palacio Real.

## Resultados
| Evento            | Oro                           | Plata                         | Bronce                 |
| ----------------- | ----------------------------- | ----------------------------- | ---------------------- |
| Masculino (04.06) | David Castro Fajardo · España | Jonathan Brownlee Reino Unido | Adrien Briffod · Suiza |
| Femenino (04.06)  | Jeanne Lehair Luxemburgo      | Lisa Tertsch · Alemania       | Cathia Schär · Suiza   |

### Masculino
| Puesto            | Triatleta               | País        |       |         |       | Final   |
| ----------------- | ----------------------- | ----------- | ----- | ------- | ----- | ------- |
| Medalla de oro    | David Castro Fajardo    | España      | 13:43 | 1:01:51 | 31:49 | 1:48:13 |
| Medalla de plata  | Jonathan Brownlee       | Reino Unido | 13:29 | 1:01:43 | 32:23 | 1:48:17 |
| Medalla de bronce | Adrien Briffod          | Suiza       | 13:29 | 1:01:41 | 32:34 | 1:48:27 |
| 4                 | Arnaud Mengal           | Bélgica     | 13:54 | 1:01:40 | 32:40 | 1:49:05 |
| 5                 | Emil Holm               | Dinamarca   | 13:28 | 1:01:40 | 33:13 | 1:49:09 |
| 6                 | Csongor Lehmann         | Hungría     | 13:42 | 1:01:47 | 32:59 | 1:49:17 |
| 7                 | David Cantero del Campo | España      | 13:25 | 1:01:49 | 33:33 | 1:49:30 |
| 8                 | Jonas Schomburg         | Alemania    | 13:45 | 1:01:44 | 33:22 | 1:49:41 |

### Femenino
| Puesto            | Triatleta              | País            |       |         |       | Final   |
| ----------------- | ---------------------- | --------------- | ----- | ------- | ----- | ------- |
| Medalla de oro    | Cathia Schär           | Luxemburgo      | 15:27 | 1:07:26 | 36:08 | 1:59:52 |
| Medalla de plata  | Lisa Tertsch           | Alemania        | 15:24 | 1:07:29 | 36:18 | 1:59:59 |
| Medalla de bronce | Cathia Schär           | Suiza           | 15:27 | 1:07:23 | 36:30 | 2:00:10 |
| 4                 | Tanja Neubert          | Alemania        | 15:28 | 1:07:21 | 36:52 | 2.00:34 |
| 5                 | Miriam Casillas García | España          | 15:26 | 1:07:27 | 37:11 | 2:00:53 |
| 6                 | Petra Kuříková         | República Checa | 15:25 | 1:07:32 | 37:28 | 2:01:18 |
| 7                 | Audrey Merle           | Francia         | 15:27 | 1:07:25 | 37:43 | 2:01:32 |
| 8                 | Kate Waugh             | Reino Unido     | 15:32 | 1:08:43 | 36:57 | 2:02:06 |

## Medallero
| Núm. | País        | Oro | Plata | Bronce | Total |
| ---- | ----------- | --- | ----- | ------ | ----- |
| 1    | España      | 1   | 0     | 0      | 1     |
| 1    | Luxemburgo  | 1   | 0     | 0      | 1     |
| 3    | Alemania    | 0   | 1     | 0      | 1     |
| 3    | Reino Unido | 0   | 1     | 0      | 1     |
| 5    | Suiza       | 0   | 0     | 2      | 2     |
|      | TOTAL       | 2   | 2     | 2      | 6     |